# 1498 Lahti
1498 Lahti (1938 SK1) là một tiểu hành tinh vành đai chính được phát hiện ngày 16 tháng 9 năm 1938 bởi Y. Vaisala ở Turku.